# Концентрація капіталу
Концентра́ція капіта́лу або накопичення капіталу — зосередження, нарощування капіталу завдяки об'єднанню капіталів різних власників, а також за рахунок перетворення прибутку на капітал (джерело майбутніх доходів).